# Melitaea lilliputana
Melitaea lilliputana är en fjärilsart som beskrevs av Charles Oberthür 1909. Melitaea lilliputana ingår i släktet Melitaea och familjen praktfjärilar. Inga underarter finns listade i Catalogue of Life.